# Terremoto de Vayots' Dzor de 735
El terremoto de Vayots' Dzor de 735 afectó a la provincia de Vayots' Dzor, en el sureste de Armenia, el 3 de julio de 735.
Según los informes, el terremoto destruyó un valle entero. Las bajas reportadas incluyeron al menos 10.000 víctimas. Las fuentes armenias informan que el terremoto provocó el derrumbe de edificios, varios deslizamientos de tierra y cambios en la red de suministro de agua de la zona. La fuente primaria más antigua que se conserva sobre el terremoto es la crónica de Movsés Kaghankatvatsí. Informó que el terremoto estuvo acompañado de "una oscuridad impenetrable" sobre las fronteras de Mozu. Según su narración, la tierra siguió temblando durante 40 días y casi 10.000 personas fueron "tragadas". Según Movsés, el terremoto hizo que el área se llamara "Vayots' Dzor", que él traduce como el "valle de la aflicción".
El historiador Stephen Orbelian dio un relato más detallado. Consideró el terremoto como un castigo divino. Informó de una espesa oscuridad que cubrió la región durante 40 días, pero de un solo terremoto poderoso y destructivo. Se dice que la agitación de la tierra causó daños generalizados, desde la profundidad de los abismos hasta las grandes alturas de la región. Comparó el movimiento de la tierra con las olas del mar. Él informó el colapso de las montañas, el desmoronamiento completo de las rocas. Tanto las casas comunes como los hermosos palacios se convirtieron en tumbas para sus residentes. Los manantiales y los ríos se secaron. Sonidos similares a voces humanas se escucharon desde las profundidades, al parecer hablando del valle de la aflicción. Estimó que las 10.000 víctimas conocidas eran contribuyentes registrados. Informó que nadie sabía cuántas personas no registradas perecieron en el terremoto.
Kirakos Gandzaketsi da un relato abreviado de la narrativa de Orbelian. Un sinaxario armenio, que data de alrededor de 767 a 769, menciona brevemente el terremoto.
Fuentes soviéticas informan que los rastros del evento fueron confirmados por análisis geomorfológicos y el examen de la región por fotografía aérea. El valle de Vayots' Dzor incluye varios asentamientos monásticos, ninguno de los cuales es anterior al siglo IX. No ha habido ninguna excavación arqueológica de la región. Se supone que el terremoto destruyó los centros religiosos locales, que luego fueron reconstruidos. No hay mención específica de pueblos destruidos.
El nombre de lugar "Mozu" no está atestiguado en otras fuentes. Si bien las fuentes armenias atribuyen el nombre Vayots' Dzor a este terremoto, el topónimo ya aparece en un texto geográfico del siglo VII. No está claro si esta primera referencia es una glosa posterior en el texto o si fue parte del trabajo original.